# Éter bis (clorometílico)
El éter bis (clorometílico) es un líquido transparente de olor fuerte desagradable. Se disuelve fácilmente en agua, pero se degrada rápidamente y se evapora fácilmente al aire.
En el pasado, se usó para fabricar varios tipos de polímeros, resinas y productos textiles, pero en la actualidad su uso está sumamente restringido: en Estados Unidos se producen sólo pequeñas cantidades. Las pequeñas cantidades que se producen se usan solamente en sistemas cerrados para fabricar otros productos químicos. Sin embargo, pueden formarse pequeñas cantidades como impurezas durante la producción de otro producto químico, el éter clorometil-metílico.